# مرکز پزشکی رونالد ریگان دانشگاه کالیفرنیا در لس آنجلس
مرکز پزشکی رونالد ریگان دانشگاه کالیفرنیا در لس آنجلس (به انگلیسی: Ronald Reagan UCLA Medical Center)، از موسسات برجسته در آموزش، پژوهش و مراقبت‌های پزشکی در کشور آمریکاست.
بنیان‌گذاری این مرکز به سال ۱۹۵۵ باز می‌گردد، و وابسته به دانشگاه کالیفرنیا، لس‌آنجلس می‌باشد.این مرکز در وست وود در شمال‌غربی مرکز شهر لس آنجلس قرار دارد.از معماران این مرکز آی. ام. پی را می‌توان نام برد.از لحاظ کیفیت بیمارستانی، در سال ۲۰۰۹، نشریه یو اس نیوز، این مرکز درمانی را در ۱۶ شاخه پزشکی در رتبه سوم در مجموع از میان تقریباً ۵۰۰۰ بیمارستان مهم آمریکا قرار داد.

## نگارخانه

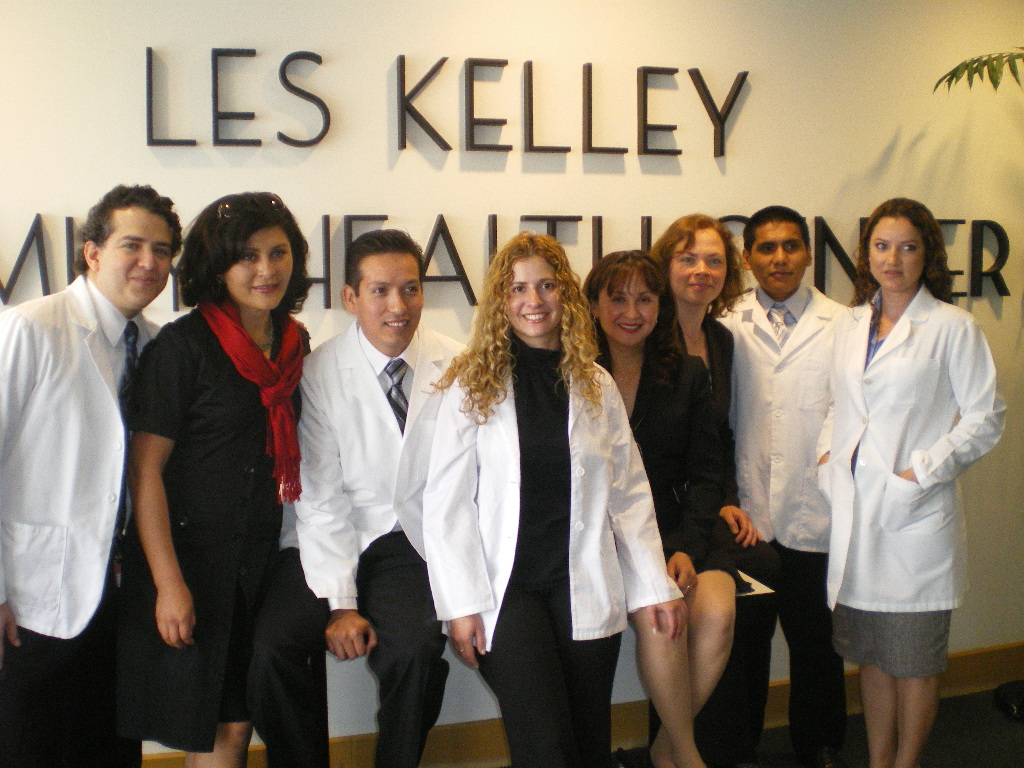
گروهی از دانشجویان این مرکز.
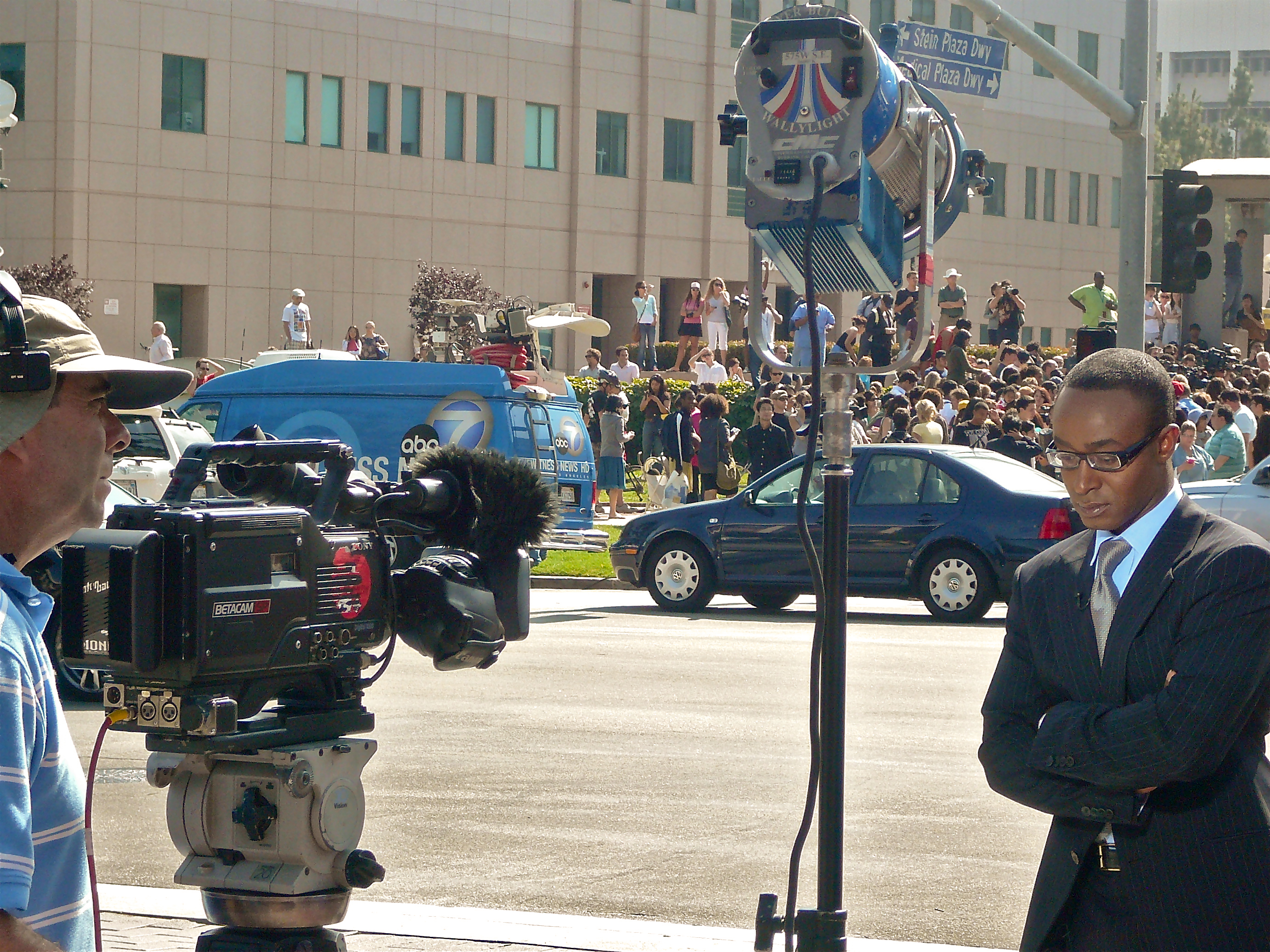
مشتاقان و علاقه‌مندان در جلوی درب مرکز در هنگام مرگ مایکل جکسون.
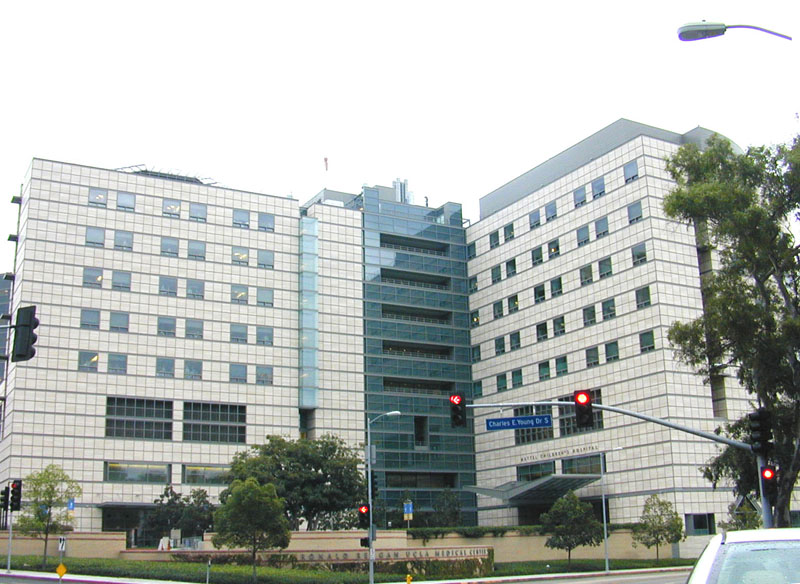
بیمارستان کودکان این مرکز
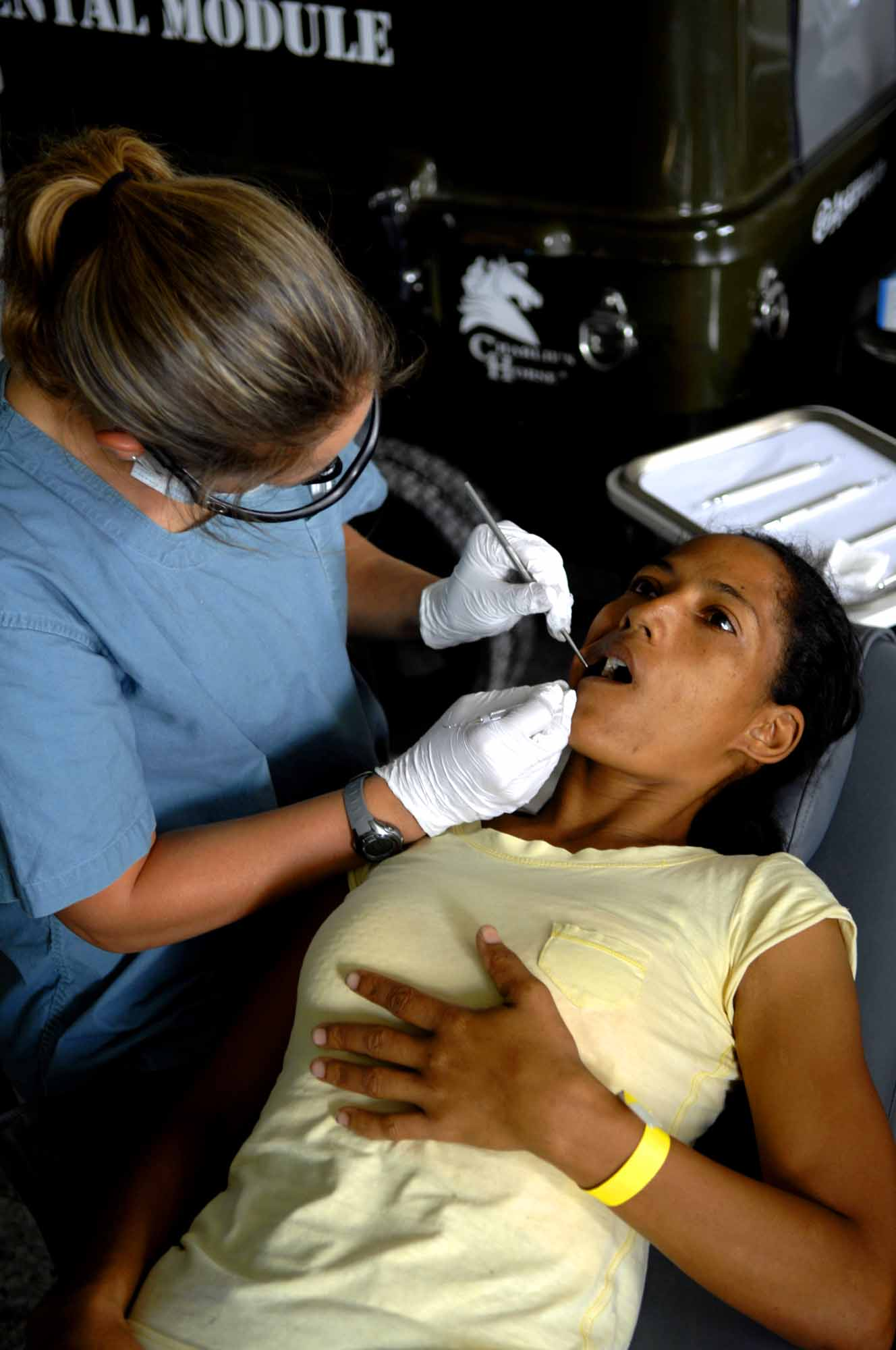
یک دانشجوی دندانپزشکی در حال معاینه